# سیروس (روزنامه)
سیروس نام یکی از مطبوعات استان فارس در دوران قاجاریه است.
این روزنامه از سال ۱۳۴۴ هـ.ق به وسیله عبدالله ضرابی در شیراز به چاپ رسیده